# Anakastia
Anakastia (lub anankastia) - każde zaburzenie psychopatologiczne, które powoduje, że osoba nim dotknięta zachowuje się kompulsywnie, obsesyjnie bądź reaguje emocjonalnie wbrew własnej woli. Może się objawiać przez wiele różnych kompulsji, np. ablutomanię – kompulsję mycia rąk, czy arytmomanię – rytualne czynności mające na celu zachowanie porządku i zapobiegnięcie nieszczęściu, jak dotykanie czegoś pewną liczbę razy.